# Universitat de Cadis
La Universitat de Cadis és la universitat pública de la província de Cadis, a Espanya.
En ella estudien actualment (curs 2007-2008) 17.280 alumnes i treballen 1.698 professors i 680 professionals d'administració i serveis.

## Història

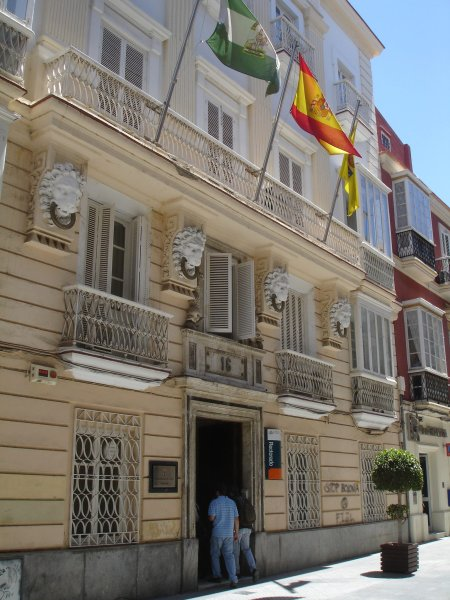
Rectorado

Va ser fundada com a tal el 30 d'octubre de 1979, encara que molts dels seus centres ja existien anteriorment com escoles independents (com l'Escola d'Arts i Indústries, avui Escola Superior d'Enginyeria), o bé com facultats de la Universitat de Sevilla (com la Facultat de Ciències i la de Geografia i Història). Entre els seus aspectes peculiars podem destacar l'especialització que té la Universitat en les disciplines de Ciències del Mar, Ciències Nàutiques i enginyeries navals. Totes elles s'imparteixen en el Centre Andalús Superior d'Estudis Marins (CASEM), en el Campus de Port Real. La seva facultat més antiga és la de Medicina, hereva directa del Real Col·legi de Cirurgia de Cadis fundat el 1748, el primer centre d'Europa que va combinar medicina i cirurgia en el mateix centre.
Actualment la universitat és una de les màximes institucions de la província de Cadis i donat el seu caràcter obert, cosmopolita i la seva projecció atlàntica acull a estudiantes dels cinc continents amb importants convenis d'intercanvi amb universitats americanes i africanes i així com formant part del Programa Europeu Erasmus.

## Particularitats

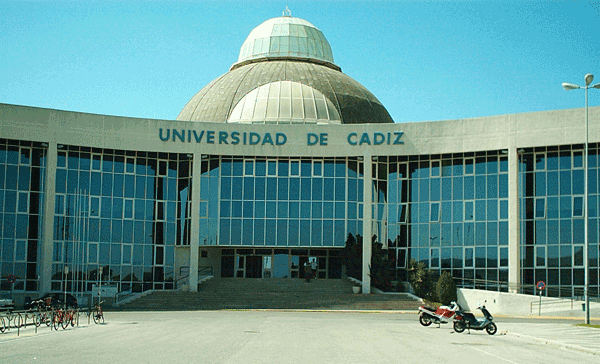
Centre Andalús Superior d'Estudis Marins

Va ser una de les primeres universitat espanyoles a tenir una Oficina de Programari Lliure. Aquesta oficina ha organitzat diverses Jornades pròpies i és responsable de l'organització del FLOSS International Conference.
La pràctica totalitat de les seves instal·lacions tenen connexió sense fil a internet des de qualsevol punt (ucAir), usant un ordinador portàtil o un dels disponibles per a préstec en les seves biblioteques (aquests últims incorporen exclusivament Programari Lliure).
A través de la FUECA té un Centre Superior de Llengües Modernes de l'UCA en el qual ofereix estudis d'anglès, francès, italià, alemany, àrab, portuguès, rus i espanyol per a estrangers.

## Rectors

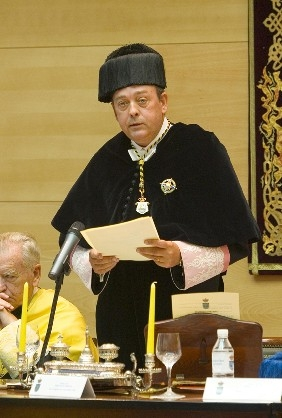
Diego Sales Márquez, rector actual

- Octubre de 1979 – Febrer de 1984: Felipe Garrido
- Febrer de 1984 – Juny de 1986: Mariano Peñalver Simó
- Setembre de 1986 – Gener de 1995: José Luis Romero Palanco
- Gener de 1995 – Abril de 2003: Guillermo Martínez Massanet
- Maig de 2003 – Actualitat: Diego Sales Márquez.